# Richard Allen (évêque)
Pour les articles homonymes, voir Richard Allen et Allen.
Richard Allen, né le 14 février 1760 à Philadelphie dans l'État de Pennsylvanie, mort le 26 mars 1831 à Philadelphie, est un Américain né dans la condition d'esclave qui a marqué l'histoire du mouvement américain des droits civiques.
En 1777, il se convertit au méthodisme. 
En 1780, il achète sa manumission. Une fois affranchi, il accompagne Freeborn Garrettson, un pasteur méthodiste qui parcourt la Nouvelle-Angleterre pour prêcher l'enseignement de John Wesley, et devient sous sa houlette un prédicateur itinérant. En 1799, Francis Asbury, un évêque méthodiste ordonne Richard Allen, diacre. Pour garantir la liberté des fidèles afro-américains, Richard Allen fonde en 1816 l'Église épiscopale méthodiste africaine (AME) dont il est le premier évêque élu.
Avec le prêtre épiscopalien Absalom Jones, il fonde à Philadelphie la Free African Society, première institution d’entraide afro-américaine de la ville. Toujours avec Absalom Jones, il est l'un des pères fondateurs de la franc-maçonnerie Prince Hall.
Avec James Forten, il s'oppose aux implantations d'Afro-Américains affranchis au Liberia organisée par l'American Colonization Society (ACS). 
Fondateur également de la théologie de libération, il est considéré comme étant le premier pionnier noir du mouvement des droits civiques en faveur des Afro-Américains. 
Les écrits de Richard Allen ont influencé les penseurs et leaders de la communauté afro-américaine de Frederick Douglass à Martin Luther King.

## Biographie

### Genèse d'un fondateur
Les parents de Richard Allen et leurs quatre enfants sont vendus à Benjamin Chew, un avocat de Philadelphie, et c'est dans cette ville, dans une des trois plantations de Benjamin Chew, que Richard Allen naît dans la condition d'esclave,,.
Vers 1767 ou 1768, lui et sa famille sont vendus à un voisin de Benjamin Chew, Stokley Sturgis, qui possède une ferme à Dover dans la vallée du fleuve Delaware,.
En 1777, sa mère et ses trois frères et sœurs sont vendus, probablement pour payer des dettes de Stokley Sturgis. Richard ne les reverra plus jamais,.

#### Philadelphie, ville de la  naissance du mouvement abolitionniste
La ville de Philadelphie est le lieu où commence, sous l'impulsion de Quakers tels que Antoine Bénézet et John Wollman, les premières actions pour demander l'abolition de l'esclavage. C'est à Philadelphie que se créée la première société antiesclavagiste américaine la Pennsylvania Abolition Society, le 14 avril 1775,.
Richard Allen grandit dans cet environnement où se confrontent abolitionnistes et esclavagistes.
En 1780, Benjamin Franklin, devenu président de la Pennsylvania Abolition Society, fait adopter par l'État de Pennsylvanie l’Abolition Act qui déclare que tout Afro-Américain né après 1780 est émancipé à ses 28 ans,.
À côté des Quakers, une autre Église s'oppose à l'esclavage. C'est l'Église méthodiste fondée par George Whitefield et John Wesley, dissidence de l'Église anglicane, largement inspirée par le mouvement dit du Grand réveil. John Wesley, le théologien de l'Église méthodiste, a en aversion toutes les formes d'esclavage qu'il juge inconciliable avec tout « degré de justice ou de miséricorde », il est pour une interdiction de « L'achat ou la vente des corps et des âmes d'hommes, de femmes et d'enfants avec l'intention de les réduire en esclavage », il condamne l'esclavage comme confiscation de droits fondamentaux « L'esclavage est un état dans lequel ni les biens, ni la liberté, ni la vie d'un homme ne sont à sa disposition. ». Pendant la  Guerre d'indépendance des États-Unis, des missionnaires itinérants méthodistes sillonnent les divers États pour diffuser le message abolitionniste de John Wesley,,.

#### La conversion au christianisme
En 1777, Richard Allen se rend à une réunion animée par un prêtre méthodiste itinérant. Cette rencontre le conduit à se convertir au christianisme. Il rejoint la congrégation méthodiste locale et commence à organiser des réunions locales destinées aux Afro-Américains,. Sa conversion au méthodisme et à la pensée de John Wesley est liée, notamment, à l'opposition du méthodisme à l'esclavage et à son interprétation accessible de la Bible, conversion profonde qui le marque pour le restant de sa vie,,.

#### La liberté
En 1780, il achète sa liberté auprès de son maître pour une somme de 60 £, soit l'équivalent de 2 000 US$ continental,,. Il lui faut trouver un nom à accoler à son prénom Richard ; jusque-là, il était le « Negro Richard ». D'après l'historien Gary B. Nash, le nom de « Allen » aurait été choisi en hommage à William Allen qui, après avoir été procureur, a siégé à la tête de la Cour suprême de la Pennsylvanie. L'historien américain Richard S. Newman, spécialisé dans les African-American studies et auteur d'un essai de référence consacré à Richard Allen (Freedom’s Prophet: Richard Allen, the AME Church, and the Black Founding Fathers), reprend la thèse de Gary B. Nash,.

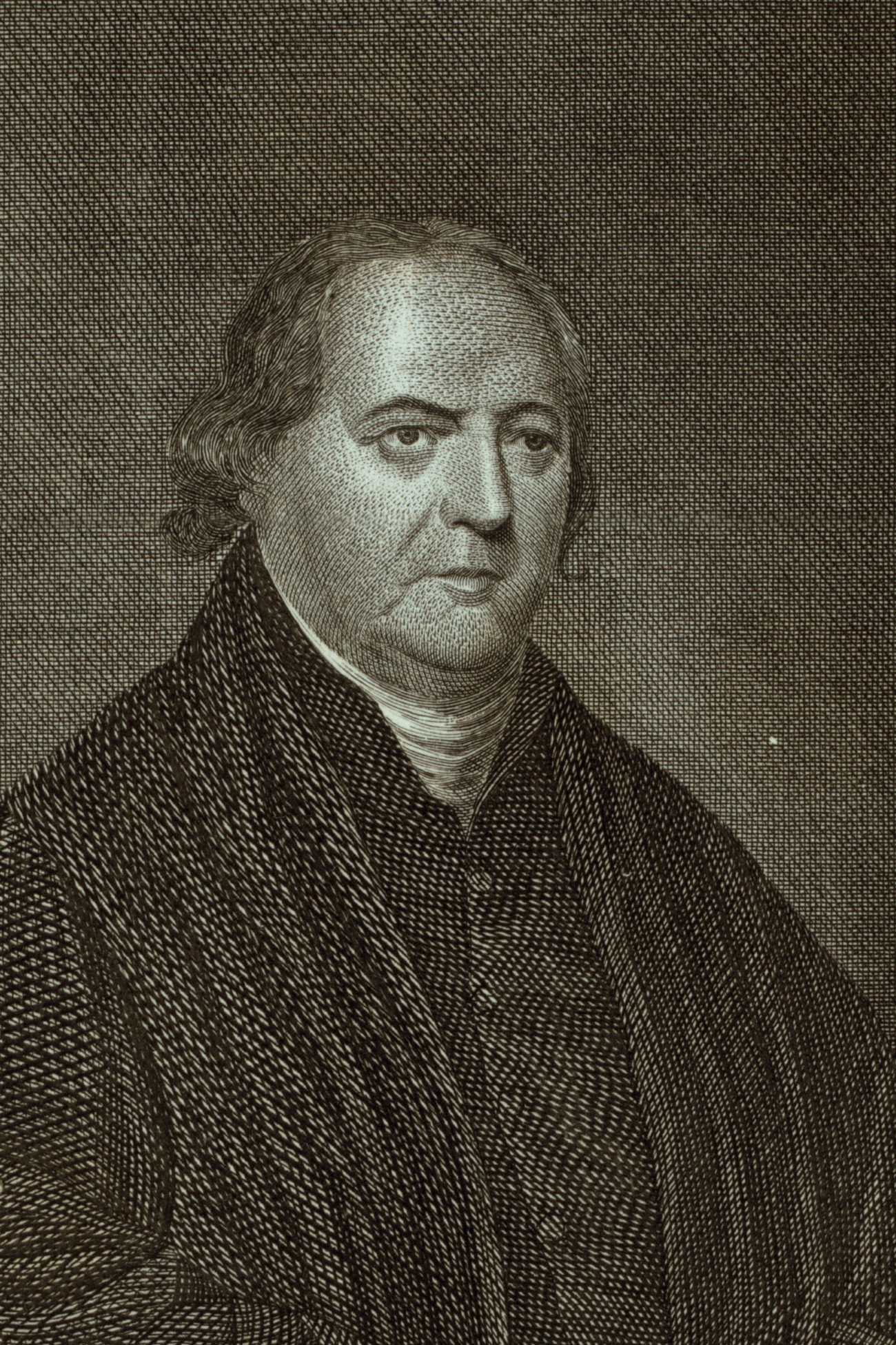
Portrait du révérend Freeborn Garrettson.

Une fois libre, Richard Allen gagne sa vie en travaillant comme cocher, bûcheron, maçon tout en accompagnant un prêtre méthodiste itinérant, Freeborn Garrettson, avec qui il fait son apprentissage de prédicateur auprès de publics composés aussi bien d'Afro-Américains que de Blancs dans divers États comme le Maryland, le Delaware, la Pennsylvanie et le New Jersey. Grâce à Freeborn Garretson, il fait la connaissance d'un autre méthodiste, l'évêque Francis Asbury,. Ils partagent le même intérêt pour la simplicité du méthodisme, l'un comme l'autre prennent plaisir à célébrelire en ligner quotidiennement les prières rituelles. De leur rencontre naît une solide amitié, Francis Asbury devient un fidèle soutien de Richard Allen. Fort de cette amitié, en 1786, Francis Ashbury le prend comme prédicateur d'abord à Radnor en Pennsylvanie puis à Philadelphie où ils vont s'installer,,.

### Autonomiser la communauté afro-américaine de Philadelphie

#### La cité de la fraternité
En 1786, après avoir prêché à Philadelphie, grâce à Francis Asbury, Richard Allen est nommé conférencier auprès de la St. George's United Methodist Church (Philadelphia),. La ville de Philadelphie est propice à développer un auditoire afro-américain, en effet la ville compte plus de 400 familles d'Afro-Américains libres, soit 2 150 personnes dont 1 849 personnes libres et 301 esclaves. Philadelphie surnommée la « City of Brotherly Love / Ville de l'amour fraternel » est devenue la capitale des Afro-Américains libres. L'influence de la Pennsylvania Abolition Society fera dire plus tard par James Forten, un compagnon de route de Richard Allen, que : « La Pennsylvanie est le seul état de l'union où les hommes noirs sont traités sur le même pied que les Blancs ». Cela dit, malgré l'influence des abolitionnistes, la position des Blancs vis à vis des Afro-Américains est ambivalente, le nombre croissant d'Afro-Américains provoquent des sentiments d'anxiété, d'où des mesures de restrictions d'affranchissement, des discriminations d'accès à certains emplois et des encouragements au retour en Afrique.

#### Gagner sa vie
Pour gagner sa vie, Richard Allen après avoir été blanchisseur, cordonnier se fixe sur le métier de ramoneur à partir de 1789 ; métier qui de par son aspect de dangerosité était bien rémunéré. Pour éviter les risques d'incendie dans ce qui était la plus grande ville des États-Unis, les ramoneurs étaient assurés de travailler du mois de septembre au mois de mai. L'activité de son entreprise de ramonage marche si bien que Richard Allen va pouvoir employer des apprentis.

#### La Free African Society

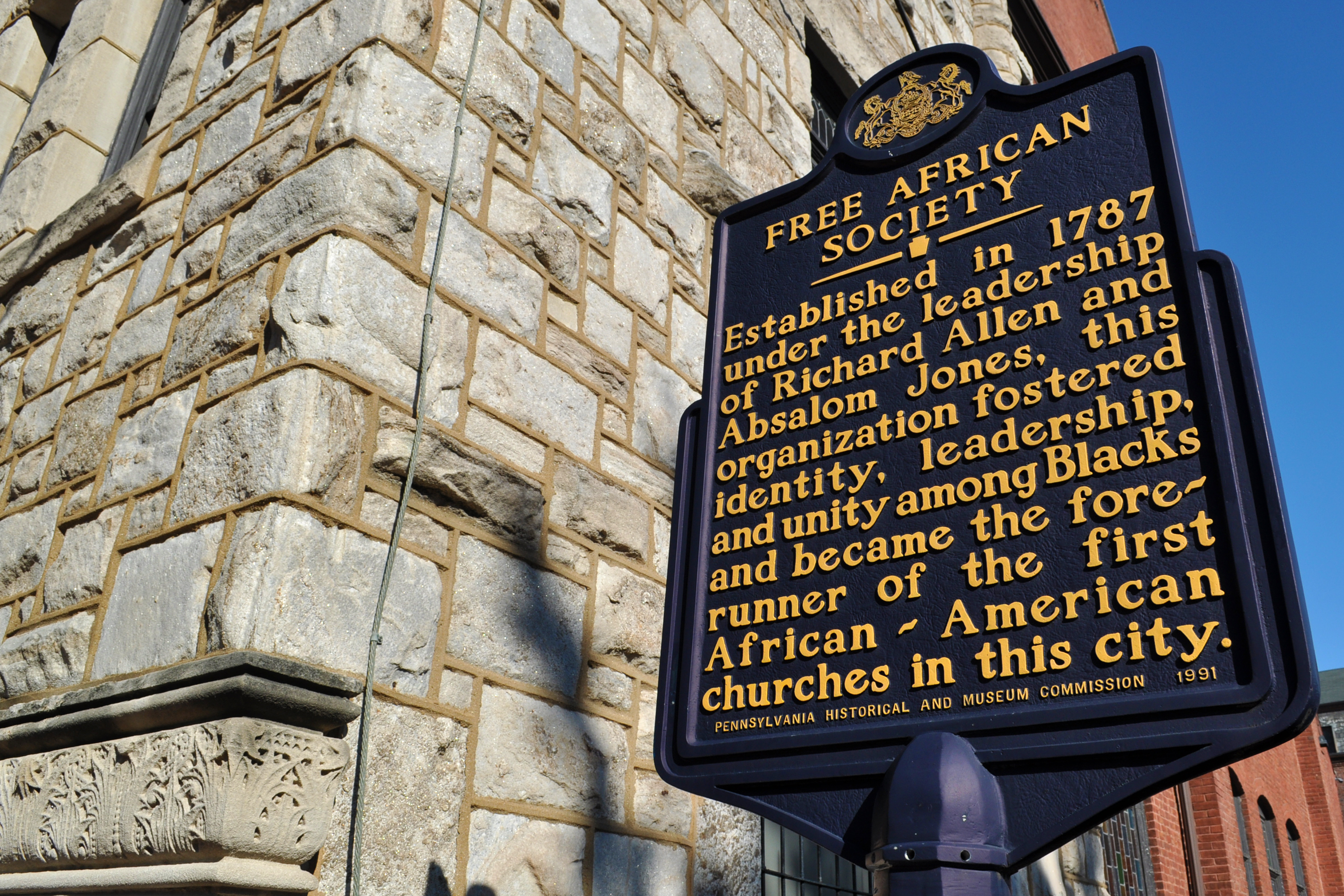
Plaque commémorative de la fondation de la Free African Society.

Richard Allen, s’apercevant que les esclaves affranchis ne savent pas toujours quoi faire quand ils sont libres, juge nécessaire de les guider, de les conseiller, de les soutenir pour construire leur nouvelle vie. L'errance constatée, liée à une liberté non préparée, est utilisée par les esclavagiste qui vont clamer que les « nègres livrés à eux-mêmes sont des oisifs, des fainéants, qu'ils ne sont pas faits pour la liberté ».

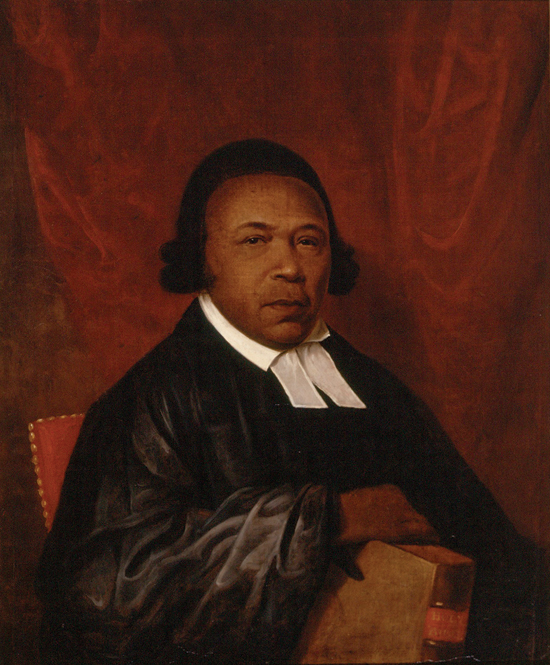
Absalom Jones.

C'est pour cela, qu'en 1787, il fonde avec Absalom Jones et William White ce qui est probablement la première organisation afro-américaine, la Free African Society ; c'est une association d'entraide qui moyennant une cotisation mensuelle d'un shilling a pour but de venir en aide aux malades, orphelins, veuves afro-américains, de payer les frais de scolarité des enfants et les frais d'inhumation,,,. Cette association est aussi un moyen de montrer que les Afro-Américains sont capables de se prendre en charge. Les abolitionnistes blancs saluent l'initiative. La Free African Society devient un modèle non seulement pour les Afro-Américains de Philadelphie, mais aussi pour l'ensemble des communautés afro-américaines du pays. Le souhait des deux fondateurs Richard Allen et Absalom Jones est également que la Free African Society devienne un lieu d'élaboration d'une culture afro-américaine. C'est sur ce modèle que vont se créer d'autres organisations à Boston et Newport. Une fois que  Free African Society est arrivée à maturité, il la quitte en 1789, laissant la direction à Absolom Jones, pour se consacrer à son projet majeur : créer une église,.

#### Créer une congrégation méthodiste afro-américaine
Quand il rejoint  la congrégation méthodiste de Saint George, celle-ci ne compte que cinq fidèles afro-américains.
Comme le nombre d'Afro-Américains augmente pour écouter son enseignement, cela provoque des tensions inter-ethniques, lors d'un office les doyens demandent aux Afro-Américains de quitter les places habituelles pour aller dans les balcons et en cas de récalcitrants, ils utiliseront la force.
Aussi Richard Allen décide de créer des horaires réservés aux paroissiens afro-américains. Malgré cela, les tensions demeurent et à la suite d'un incident provoqué par des paroissiens racistes l'ensemble des paroissiens afro-américains sous la direction de Richard Allen quittent définitivement l'église en 1787.
Lors d'une réunion de la Free African Society, Richard Allen propose la construction d'une église méthodiste à Philadelphie qui serait financée par elle et les Afro-Américains ; le projet est accepté. Il achète un ancien atelier de forgeron qu'il va aménager en église. En 1794 est inaugurée la Bethel Church qui est consacrée par l'évêque méthodiste Francis Asbury,,,,. Le nom de Bethel fait référence à un lieu biblique qui se traduit par « Maison de Dieu »,.
En 1816, la Bethel Church est nommée la Mother Bethel A.M.E. Church, car elle devient l'église mère des églises qui se joignent à l'Église épiscopale méthodiste africaine (AME), la première Église afro-américaine indépendante fondée par des Afro-Américains pour des Afro-Américains,,.
Cette nouvelle Église est intégrée à la Conférence des églises méthodistes de Philadelphie. Cela dit, des personnalités méthodistes voient d'un mauvais œil les revendications d'autonomie de cette église, d'autant qu'elle ne possède aucun clergé propre. Le 23 août 1796, Richard Allen signe un engagement indiquant que cette nouvelle église restera fidèle à la tradition méthodiste.
En 1798, avec Absalom Jones, il fonde la loge maçonnique l’African Masonic Lodge.
En 1799, Francis Asbury ordonne Richard Allen, diacre, ce qui fait de lui le premier diacre afro-américain. C'est la première étape pour affranchir l'église d'une tutelle du clergé blanc, et un premier pas pour que Richard Allen devienne un prêtre,.

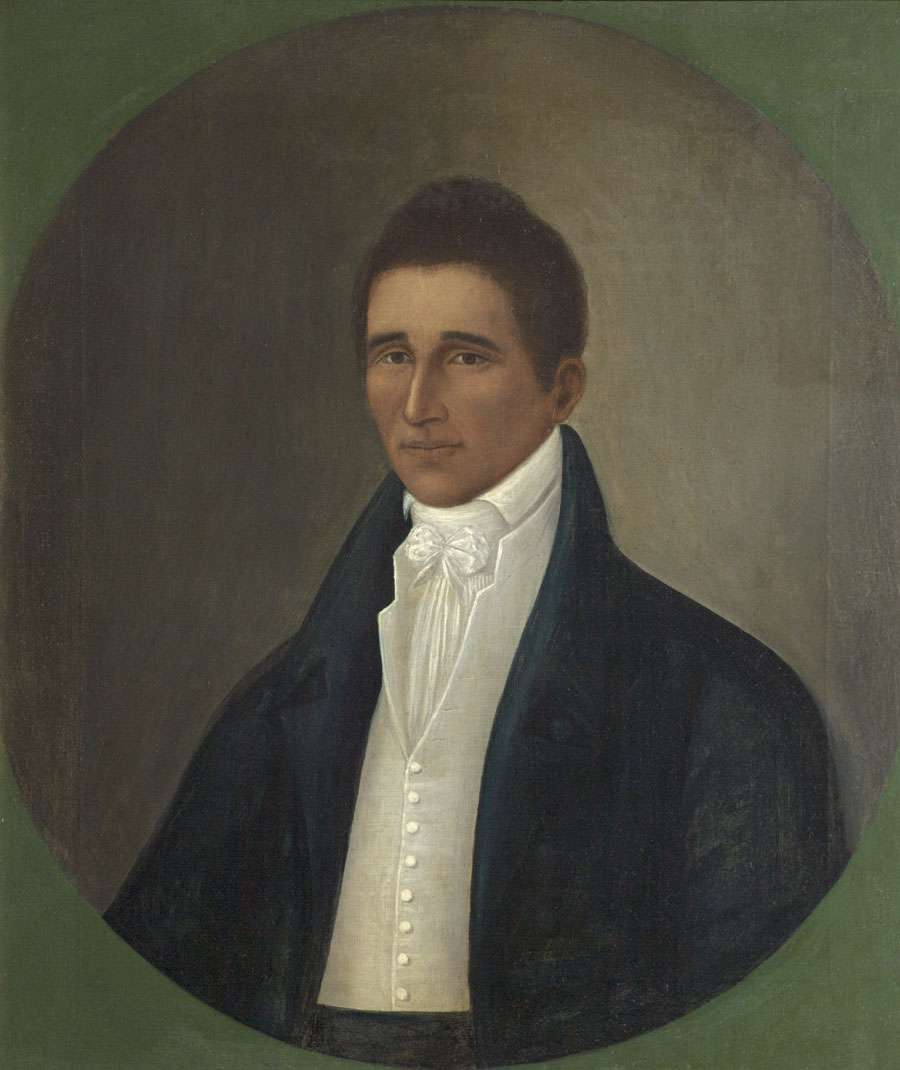
Portrait de Daniel Coker par le peintre Joshua Johnson.

Afin d'élargir son église, il rencontre un autre méthodiste afro-américain, Daniel Coker, très actif à New York et Baltimore. Comme lui il a acheté son affranchissement, et comme lui il a été ordonné diacre en 1802 par Francis Asbury. En 1816, avec Richard Allen, il fait partie des fondateurs de l'Église épiscopale méthodiste africaine,,.

### La terreur de la fièvre jaune, espoirs et déceptions
Lors de l'été 1793, une épidémie de fièvre jaune s'abat sur Philadelphie, les habitants se barricadent chez eux, la ville entière est mise en quarantaine. Sur les 50 000 habitants de la ville, on estime que 17 000, poussés par la peur, ont fui la ville. Les hôpitaux sont débordés, les réunions sont suspendues, la ville est en panique. Richard Allen est infecté en fin septembre et le 29 septembre 1793, il est admis à Bush Hill, un hôtel particulier transformé en hôpital, il en sort guéri le 20 novembre.
Quand il retourne chez lui, la Spruce Street a été dévastée par la maladie, cinquante-cinq résidents sont morts sur 708 personnes, plus de 250 ont fui leurs maisons. Sur les 117 maisons de la Spruce Street, près de la moitié sont closes et vides. Par manque de moyens, seulement 15 % des résidents afro-américains ont pu fuir, contre 40 % des résidents blancs. Pour la ville de Philadelphie, les chiffres de l'épidémie sont importants, les historiens estiment que de 4 000 à 5 000 Philadelphiens sont morts de la fièvre jaune, dont environ 400 Afro-Américains. Au-delà du bilan des morts, l'épidémie génère un malaise social, des détresses psychologiques, Philadelphie, la plus grande ville et capitale des États-Unis, semblait s’effondrer.
Parce que la maladie a mis plus de temps à être diagnostiquée chez les Afro-Américains, certains ont cru qu'ils étaient immunisés contre la fièvre jaune. Adhérant à cette croyance, le médecin Benjamin Rush, l'un des signataires de la Déclaration d'indépendance, écrit à Richard Allen, pour lui demander de mobiliser des Afro-Américains pour qu'ils deviennent infirmiers pour assister les malades et les mourants. Bien que ne croyant pas à cette rumeur de l'immunité des Afro-Américains, Richard Allen et Absalom Jones répondent de façon favorable à la supplique de Benjamin Rush en lui disant « Il est  de notre devoir de faire tout le bien que nous pouvions à nos compagnons mortels souffrant ». C'est ainsi que dirigeants de la communauté afro-américaine de Philadelphie s'organisent pour apporter soins et assistances à leurs concitoyens blancs infectés,.
Les Afro-Américains ont rempli les missions de soins et d'assistance que leurs concitoyens blancs ne pouvaient pas ou ne voulaient pas faire. Ils ont non seulement soigné les malades, mais se sont également chargé des funérailles et ont servi de fossoyeurs et ont assuré les mesures d'hygiène nécessaires pour que l'épidémie ne se propage pas en enterrant ou brûlant les lits, les draps et les vêtements. Richard Allen, Absalom Jones et William Gray ont coordonné et organisé le travail de soin et d'assistance en mobilisant et recrutant les Afro-américains. Chaque jour, ils rendent compte des actions réalisées auprès des représentants de la ville,.
À la mi-novembre 1793, la fièvre jaune est en recul, et à la fin de l'année l'épidémie appartient à l'histoire. Après l'épidémie, contrairement aux espérances de Richard Allen et d'Absalom Jones qui voulaient montrer la capacité des Afro-américains à se mobiliser et s'organiser par eux-mêmes au service du bien public et de leurs concitoyens blancs au nom des valeurs républicaines, il y eut des tensions raciales.
De nombreux Blancs se mettent à craindre que les Afro-Américains envahissent littéralement une Philadelphie vidée de ses habitants blancs, qu'ils prennent le contrôle de la ville. Après l'exode des blancs le nombre d'Afro-américains approche le quart de la population. Des rumeurs infondées propagées, entre autres, par la publication d'un pamphlet d'un polémiste blanc Matthew Carey,  commencent à circuler sur les infirmiers afro-américains qui auraient profité de la situation pour commettre des vols, se faire rémunérer de façon exorbitante. Matthew Carey va jusqu'à dénoncer « les conduites infâmes des noirs », tout en ménageant Richard Allen et Absalom Jones . Richard Allen et Absalom Jones ont  cru qu'ils avaient abattu les stéréotypes racistes, mais en fin de compte, en montrant la capacité des Afro-Américains à incarner des vertus civiques au même titre que des Blancs, le mépris, le paternalisme des Blancs ont cédé la place à la peur ,,.

### Prendre la plume

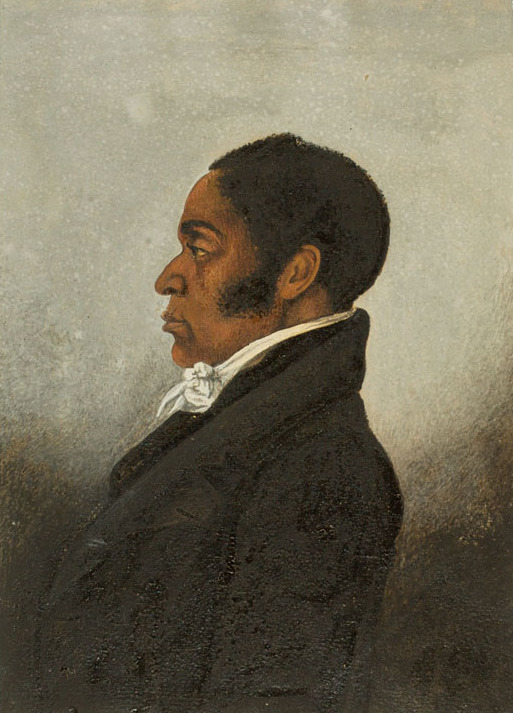
James Forten.

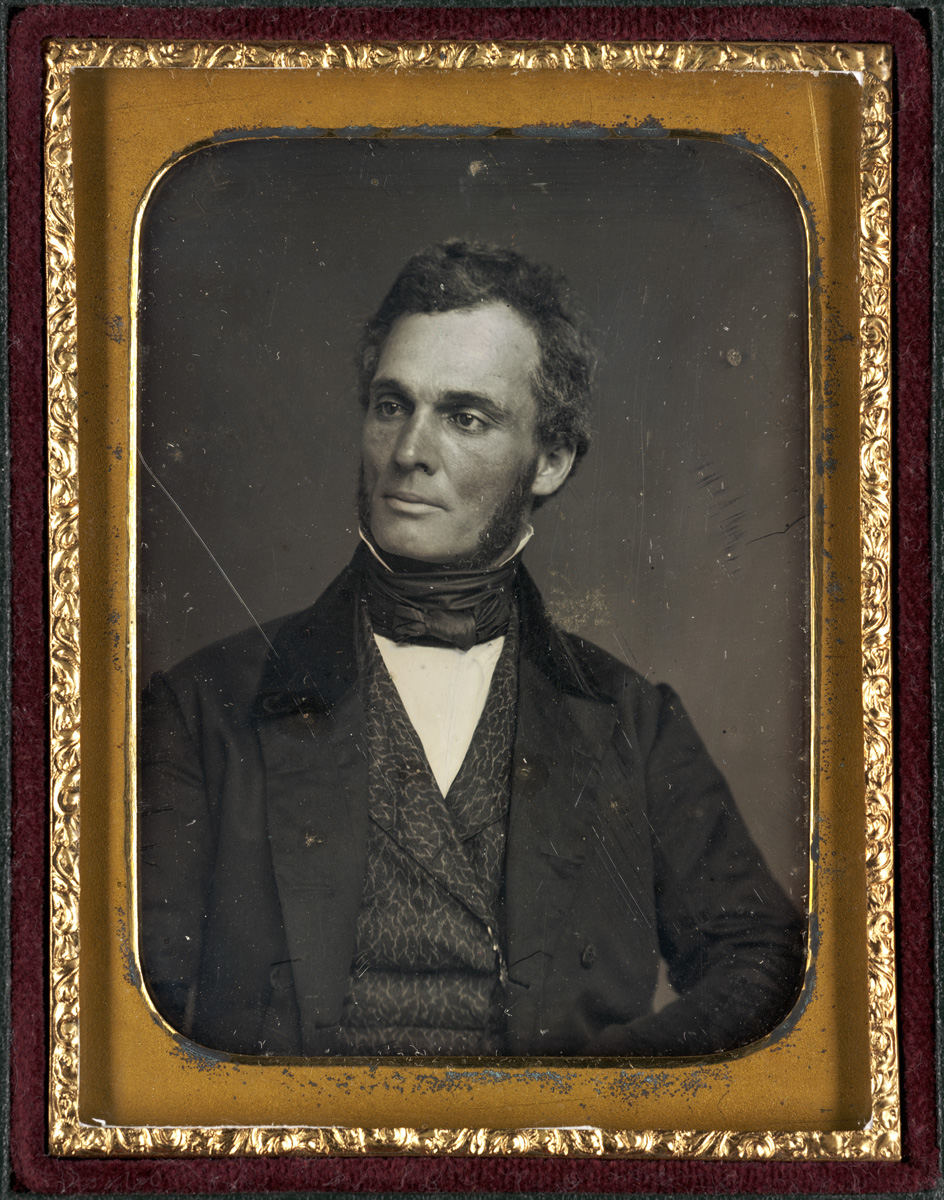
Daguerréotype de Robert Purvis.

Devant l'échec à montrer que les Afro-Américains étaient capables d'agir pour le bien public en s'inscrivant dans les valeurs républicaines fondatrices des États-Unis, Richard Allen et Absalom Jones se décident à prendre la plume pour défendre les Afro-Américains de Philadelphie, et publient le premier pamphlet signé par des Afro-Américains A narrative of the proceedings of the black people, during the late awful calamity in Philadelphia, in the year 1793 : and a refutation of some censures, thrown upon them in some late publications. Dans cet écrit, ils montrent que l'engagement des Afro-Américains s'est fait au nom des valeurs républicaines et libérales édictées dans la Déclaration d'Indépendance de 1776 et dans la Constitution des États-Unis de 1787, ils dénoncent également les calomnies de Matthew Carey en montrant, chiffres en mains, le nombre d'Afro-Américains décédés de la fièvre jaune à la suite de leurs soins d'assistance, que les gratifications données à la Free African Society sont deux fois inférieures à ses dépenses, que les Afro-Américains ont enterré des centaines de Blancs de façon totalement gracieuse, comme ils ont prodigué des soins auprès des Blancs pauvres pour des sommes dérisoires et répliquent de façon cinglante aux accusations diffamatoires de Matthew Carey faisant état de douzaines de cas d'extorsions. Le pamphlet s'achève sur une confiance en la possibilité des Blancs à reconnaître les contributions des Afro-Américains à la société. Cette référence aux valeurs républicaines sera reprise ultérieurement par des leaders de la communauté afro-américaine de Philadelphie, tels que James Forten et  Robert Purvis, c'est d'après W. E. B. Du Bois le grand message de ce texte, ce qui explique ses multiples rééditions jusqu'en 2013,,,,,.

#### Une première
Le texte une fois écrit, Richard Allen et Absalom Jones contactent un jeune imprimeur William Woodward, qui étant récemment installé à Philadelphie n'avait aucun lien tant avec la Pennsylvania Abolition Society qu'avec Mathew Carey. De plus, Woodward était déjà connu pour éditer des livres polémiques et se moquait éperdument que les auteurs soient des Afro-Américains, au contraire, il soutient le fait que des Afro-Américains puissent avoir leur propre ligne éditoriale. Après que Woodward ait imprimé le pamphlet en 500 exemplaires,  Richard Allen et Absalom Jones se rendent  chez Samuel Caldwell qui était le greffier responsable du droit d'auteur fédéral pour le district de Pennsylvanie, ce dernier attribue le numéro 55 de copyright à l'ouvrage. C'est ainsi que le 23 janvier 1794, est attribué le premier copyright à une œuvre afro-américaine, depuis la protection du droit d'auteur protégé par la constitution des États-Unis dans l'article I, section 8, clause 8.

#### L’éloge de George Washington de 1799
Quand George Washington décède le 14 décembre 1799 à Mount Vernon (État de Virginie), Richard Allen reprend la plume dès l'annonce de la nouvelle. Il lit son éloge funèbre en chaire et commence par saluer le président George Washington, pour avoir libéré ses esclaves, puis il continue en demandant aux paroissiens afro-américains en quoi le décès d’un président blanc et d’un esclavagiste de Virginie a à voir avec eux ? Allen a rapidement fourni des réponses, il explique que George Washington avait été un ami sympathisant et un père tendre pour les Noirs libres (George Washington avait déjà fait un don pour la construction de l'église afro-américaine fondée par Richard Allen à Philadelphie), certes George Washington n'a pas beaucoup parlé publiquement de son aversion pour l'esclavage. Mais il avait émancipé ses esclaves dans son testament final et surtout avait donné une somme importante pour assurer l’instruction et le soutien de ses anciens esclaves. Aux yeux de Richard Allen, la volonté d'émancipation de Washington a fait de lui un véritable héros national, que les Afro-Américains ne peuvent qu'honorer et respecter.
Richard Allen sachant qu'il sera lu aussi par des Blancs, mélange habilement des commentaires abolitionnistes avec des allusions patriotiques et religieuses. Il illustre son éloge par de multiples citations bibliques qui font référence à un Dieu juste que George Washington honorait mais que des Américains outragent en acceptant l'esclavage. Il cite le livre d'Osée, les chapitres IV et V concernant les crimes et châtiments d'Israël, pour soulever le spectre de la damnation américaine pour avoir ignoré la volonté de Dieu, « Écoutez la parole de Yahweh, enfants d'Israël; car Yahweh a un procès avec les habitants du pays. Car il n'y a ni vérité ni compassion, ni connaissance de Dieu dans le pays » (Osée IV ; 1). De l'autre côté, Richard Allen loue George Washington comme un prophète américain et donne l'espoir du salut aux Américains qui suivent la voie abolitionniste de George Washington.
On peut également se demander si Richard Allen eût été le premier leader afro-américain à rencontrer un président en exercice. En effet, on sait que de 1796 à 1797, l'entreprise de ramonage de Richard Allen a nettoyé les cheminées de la résidence présidentielle de George Washington. Richard Allen n'a pas directement procédé au ramonage, ce sont ses ouvriers qui l'on fait, on sait également que George Washington connaissait le travail de Richard Allen lors de l'épidémie de fièvre jaune et qu'il avait fait des dons ; il avait également fourni un don à la Bethel Church. Donc la question se pose : George Washington a-t-il rencontré Richard Allen ? La question reste ouverte.
Quoi qu'il en soit, l'éloge funèbre prend pour exemple la trajectoire de George Washington propriétaire d'esclaves en un abolitionniste et ainsi rendre l'émancipation comme une voie légitime pour la jeune république, si le grand Washington a libéré des esclaves, alors l'émancipation n'était pas seulement un acte sain mais aussi un acte patriotique,.

### Une indépendance menacée

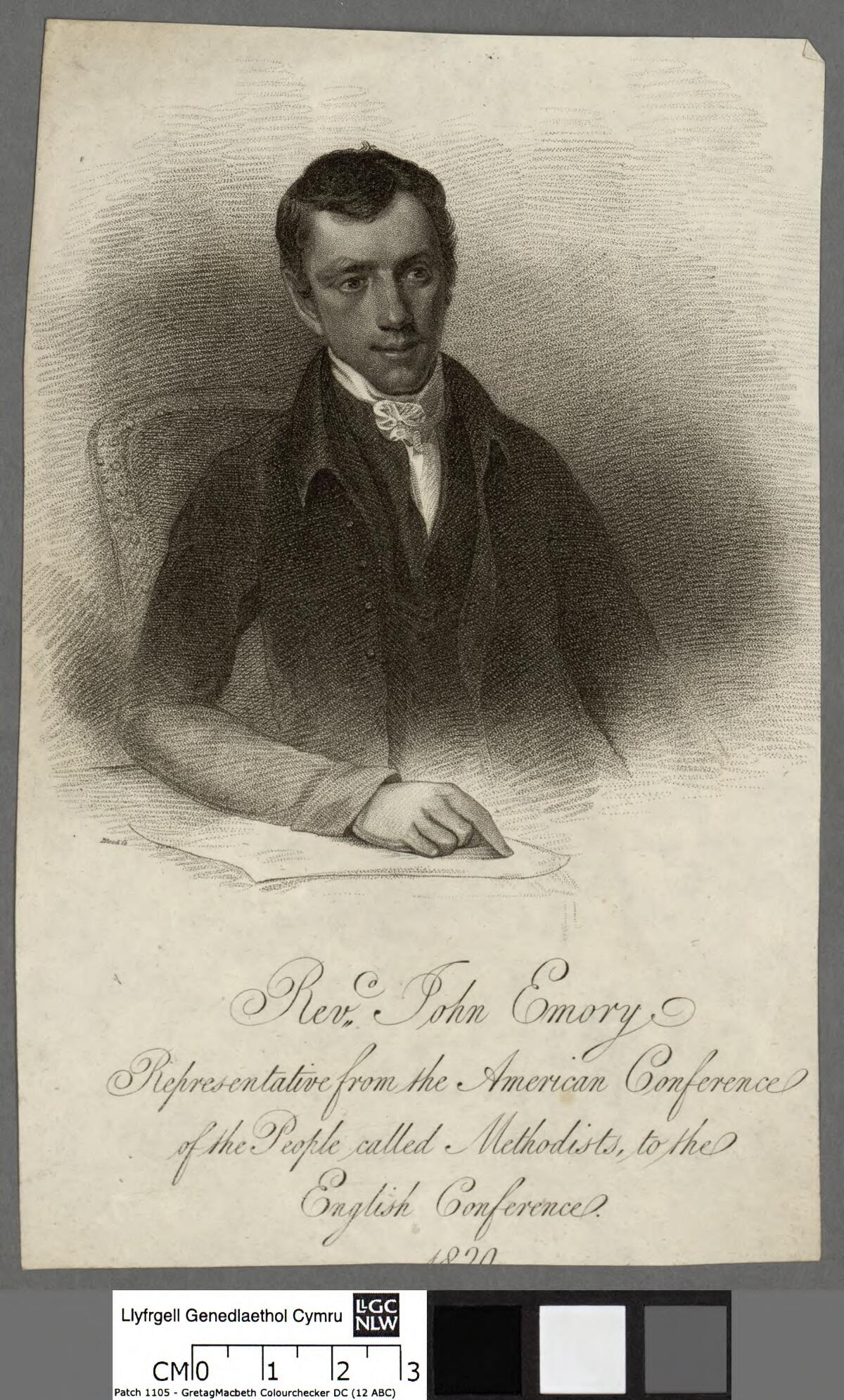
John Emory.

En 1804, la paroisse de la Bethel Church s'est agrandie, elle possède une école et les paroissiens sont passés de 22 à 456 et la coexistence avec l'église méthodiste de Saint-George est pacifique. Mais en 1805, le révérend James Smith, doyen de la paroisse Saint-George, veut contrôler la paroisse de la Bethel Church, il demande les clés et les livres liturgiques de l'église et interdit tout office ou réunion qui n'ont pas reçus son autorisation. Pour contrecarrer la volonté de mainmise par James Smith, Richard Allen contacte Joseph McKean, un avocat quaker. Ensemble ils rédigent un avenant à l'engagement de 1796, qui spécifie la particularité de la paroisse en tant que paroisse afro-américaine et donc son autonomie. Cet avenant est voté à unanimité par les paroissiens annulant ainsi les dispositions prises par James Smith. En rétorsion James Smith obtient une redevance sur les sacrements délivrés par les prêtres de Saint-George d'un montant de 600 $ annuels, après appel le montant est réduit à 200 US$,.
Les tentatives de contrôle par la paroisse Saint-George recommencent. En 1811, le nouveau doyen Stephen G. Roszel demande l'annulation des accords passés et refuse d'administrer les sacrements en attendant, des prêtres de l'Academy Union Methodist Church qui ont eu vent de l'affaire offrent leurs services, anéantissant ainsi le chantage de Stephen Roszel. L'influence de la paroisse de la Bethel Church étant grandissante dans la communauté afro-américaine de Philadelphie, un prêtre de la paroisse Saint-George, John Emory crée une nouvelle église à destination des Afro-Américains, sans succès. En 1813, le révérend Robert Roberts, nouveau doyen de Saint-George, tente de prêcher pendant un office, mais la foule s'est pressée de telle sorte qu'il n'a pu atteindre la chaire. Un autre doyen de Saint-George, le révérend Robert Burch, usant d'un vice de procédure met en vente les bâtiments de la paroisse rattachés à la Bethel Church, Richard Allen doit racheter les biens immobiliers pour la somme de 10 125 US$. Robert Burch fait une dernière tentative. Il tente de prêcher, mais il connait le même échec que son prédécesseur Robert Roberts. En colère, il présente l'affaire devant la justice, mais la Cour suprême de Pennsylvanie lui donne tort au motif qu'on ne peut pas forcer des fidèles à écouter des sermons d'une personne qu'ils ne veulent pas entendre. Richard Allen a enfin gagné l'indépendance de la paroisse,,.

### Une théologie de la libération
En octobre 1808, alors que l'Act Prohibiting Importation of Slaves du 1er janvier 1808, qui interdit la traite négrière, prend effet, Richard Allen achète une propriété à Darby en Pennsylvanie, propriété connue sous le nom de Calcoon Hook, située à moins d'une douzaine de kilomètres de Philadelphie. En 1812, il achète un terrain contigu, sa propriété possède alors une surface de 50 ha (treize acres). Richard Allen aménage sa propriété, il y construit une grange, une écurie, il agrandit la maison principale pour qu'elle puisse recevoir du monde à tout moment avec un maximum de confort. Si la traite négrière est abolie, l'esclavage continue et de nombreux esclaves s'échappent pour rejoindre les États abolitionnistes ; Calcoon Hook servira de refuge pour les esclaves fugitifs.
Cet engagement pour l'émancipation des Afro-Américains amène Richard Allen à construire une mythologie fondatrice du peuple afro-américain. Il élabore ses mythes en faisant un parallèle la lutte des Afro-Américains et celui des anciennes tribus d'Israël dirigées par Moïse, qui ont erré dans le désert après avoir été libérées. Ce n’est qu’après des années d’épreuves et de tribulations que le peuple d'Israël souffrant a enfin trouvé Canaan, la terre promise par Dieu. Cette théologie de la libération aura son écho jusqu'à Martin Luther King.

### Fondation de l'Église épiscopale méthodiste africaine

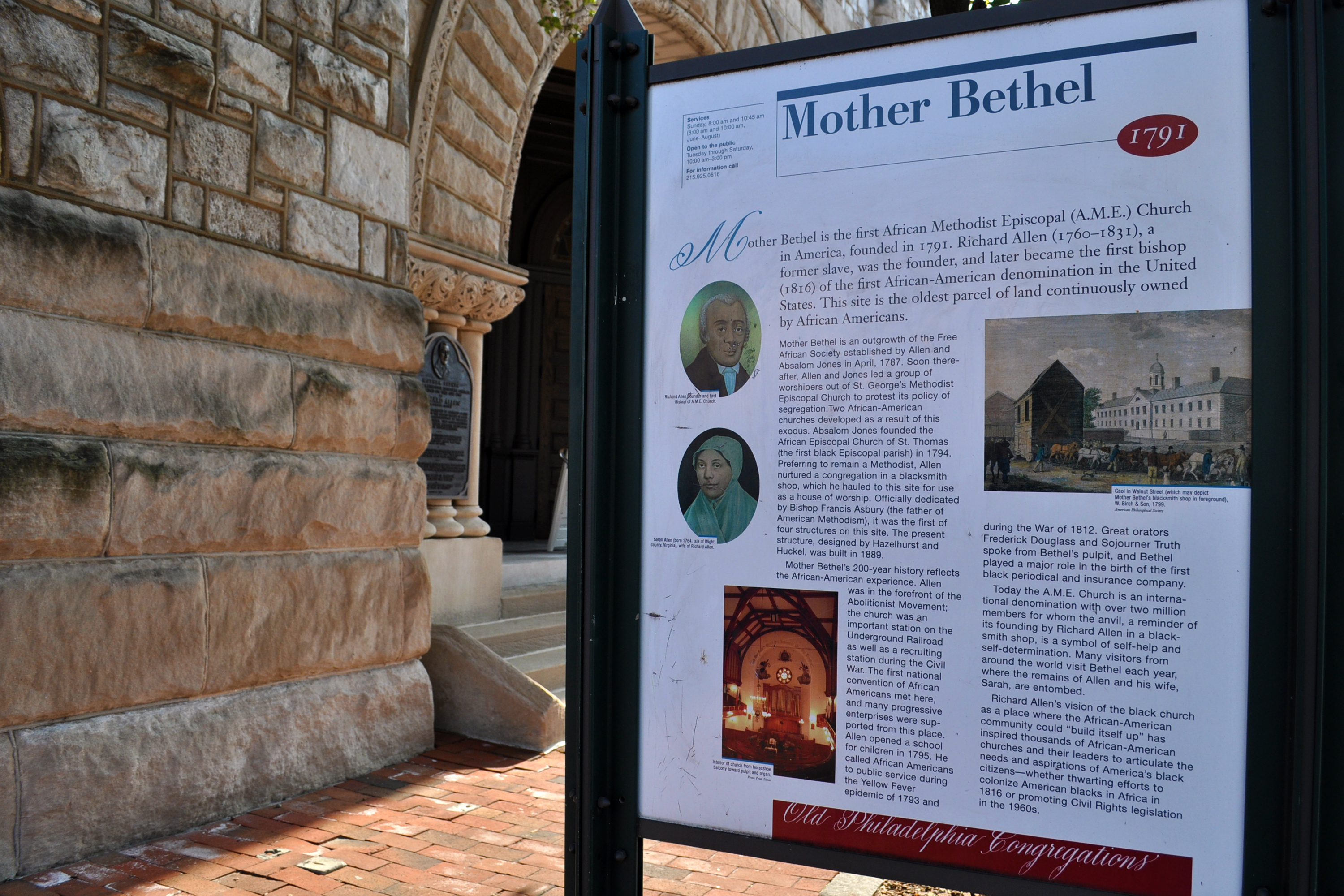
Mother Bethel AME Church

L'indépendance de la paroisse de la Bethel Church, étant maintenant acquise, Richard Allen convoque une assemblée où sont présents les membres de la congrégation mais aussi Jacob Tapisco de la paroisse Saint-George et diverses délégations venues de Wilmington au Delaware, Attleborough (actuelle Langhorne en Pennsylvanie), Salem au New Jersey. L'ordre du jour est la création d'une Église libre fondée par des Afro-Américains pour les Afro-Américains. La réunion se tient à partir du 9 avril 1816, Richard Allen est nommé président et Daniel Coker, vice-président. C'est ainsi que naît l'Église épiscopale méthodiste africaine ou AME (acronyme de l'African Methodist Episcopal Church). Si d'un point de vue hiérarchique elle se sépare de l'Église méthodiste, en revanche elle conserve la théologie et la liturgie méthodistes. Comme les autres églises méthodistes, elle conserve une gouvernance collégiale de type épiscopalien ; pour cela il faut procéder à l'élection des premiers évêques. Le 10 avril 1816, Richard Allen et Daniel Coker sont élus évêques ce dernier décline l'offre il est remplacé par Absolom Jones qui est âgé de 70 ans, ils sont consacrés le 11 avril 1816. Richard Allen anticipe que cette Église devra faire face à l'adversité et remplir ses promesses auprès des Afro-américains, notamment en matière de justice sociale et de défense et de promotion des droits civiques.
Lui et son église font partie du mouvement dit du Grand réveil (Great Awakening) né en Grande-Bretagne au XVIIIe siècle,.

#### Revendiquer l'émancipation et les droits civiques
Avec James Forten et Absalom Jones, il fait partie des plus éminents leader de la communauté afro-américaine de Philadelphie.
En 1815, avec James Forten, il apporte son soutien à Paul Cuffe, un abolitionniste afro-américain et un armateur qui propose une migration des Afro-Américains vers l'Afrique et plus spécialement le Sierra Leone,. James Forten finance des voyages pour conduire des Afro-Américains à bord de baleiniers sur les rives du Sierra Leone, puis il finance la construction d'un navire conçu pour ce genre de voyage. Même si, à titre personnel, James Forten estime que l'Afrique n'est pas forcément une solution aux problèmes des Afro-américains, il respecte ce qui est perçu par certains comme une espérance de liberté.
En 1816, est créée l'American Colonization Society, dont le but paraît semblable à celui de Paul Cuffe : aider des Afro-Américains à s'installer au Sierra Leone avec la perspective de créer un nouvel état le Liberia. Dans un premier temps, Richard Allen tout comme James Forten approuvent l'idée d’implantation afro-américaine en Afrique, mais ils se rendent compte que l'ACS est ambiguë, qu'elle compte aussi bien des propriétaires d'esclaves que des abolitionnistes parmi ses adhérents. Ils vont soupçonner en elle une manœuvre sécuritaire pour réguler la population des Afro-Américains aux stricts besoins économiques et de se garantir une masse docile,.
En janvier 1817, avec James Forten et Absalom Jones, il participe à une réunion de masse dans la Mother Bethel A.M.E. Church de Philadelphie sur les implantations d'Afro-Américains affranchis au Liberia organisée par l'American Colonization Society (ACS). Ils y dénoncent une opération de colonisation où les nouveaux colons seront livrés à eux-mêmes, déracinés, que par leurs souffrances subies les Afro-Américains ont gagné le droit à être Américain, et qu'il est nullement question de fracturer la communauté afro-américaine. James Forten met en garde contre l'illusion d'un retour en Afrique. Un vote est organisé pour savoir s'il y avait des partisans des implantations africaines, ce fut un non massif,,,.

#### Développer l'Église épiscopale méthodiste africaine
Après sa création en 1816, l'Église épiscopale méthodiste africaine (AME) s'implante dans différentes villes de Pennsylvanie, du Maryland et du New Jersey. Lors de la conférence de l'Église en 1818 qui s'est tenue à Philadelphie, on compte une douzaine de paroisses. En 1818, l'Église est endeuillée par la mort d'Absalom Jones, le compagnon de route de Richard Allen. Les funérailles sont organisées par la loge maçonnique qu'ils avaient fondée en 1798,.
En 1820, il implante une nouvelle paroisse à Charleston dans la Caroline du Sud. Sous la direction du révérend Morris Brown (en), la congrégation de Charleston atteint en peu de temps les 2 000 membres ; mais en 1822 se produit une insurrection d'esclaves dirigée par l'un des membres influents de la paroisse Denmark Vesey, l’insurrection est vite réprimée, trente des insurgés sont pendus, dont Denmark Vesey, et les bâtiments de la paroisse sont rasés. Pour sauver sa vie, Morris Brown se réfugie auprès de Richard Allen à Philadelphie.
À la suite du désastre de Charleston, Richard Allen contacte l'Église épiscopale méthodiste africaine de Sion (African Methodist Episcopal Zion Church ou AMEZ) implantée dans l'État de New York afin de procéder à une union, les principes de sa fondation étant semblables à ceux de l'AME. Mais les relations sont entachées par un passif. En 1819, Richard Allen a ordonné l'un de ses membres, William Lambert qui, de retour à New York, quitte l'AMEZ pour créer son Église. Certains membres de l'AMEZ rendent Richard Allen responsable de cette défection. Le 11 août 1820 il propose aux membres de l'AMEZ une fusion. Les avis sont partagés : à défaut d'une fusion, ils se mettent d'accord pour une alliance pour coordonner leurs efforts pour l'émancipation des esclaves et la lutte contre la migration des Afro-Américains en Afrique proposées par l'ACS.
L'expansion de l'AME continue, de nouvelles congrégations se créent, le missionnaire Henry Harden en ouvre une à Brooklyn (New York), en 1822, l'AME s'implante dans l'Ohio. En 1823, le président de la république d'Haïti lui demande d'envoyer des missionnaires pour implanter l'AME, Richard Allen y envoie en 1824 une délégation dirigée par le révérend Scipio Beanes.
Se sentant vieillir, pour assurer la poursuite de son mouvement, il propose que Morris Brown puisse être évêque. Ce dernier est élu évêque en 1824.

#### Rassembler Blancs et Noirs abolitionnistes

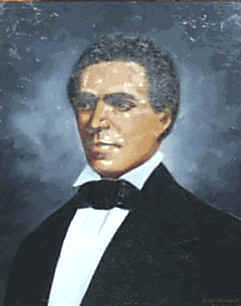
John Brown Russwurm.

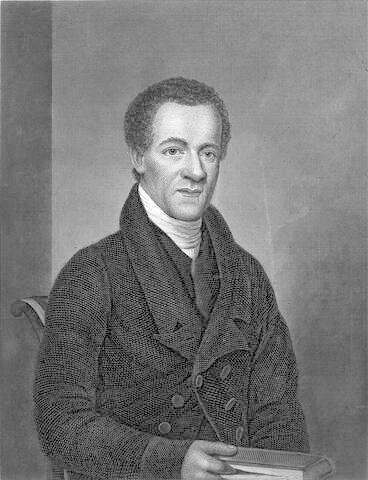
Portrait de Samuel Cornish par le peintre Francis Kearney réalisé en 1825.

En 1827, Richard Allen est reçoit le soutien et le ralliement de membres de l'élite afro-américaine naissante comme John Brown Russwurm et de Samuel E. Cornish fondateurs du Freedom's Journal, qui ouvre ses colonnes à Richard Allen. Il y publie de nombreux articles par lesquels il fustige l'esclavage et les opérations d’implantations au Liberia menées par l'ACS. Bataille perturbée en 1829 par le ralliement de John Brown Russwurm à l'ACS. Le Freedom Journal cesse de critiquer l'ACS. Pour renforcer le projet de l'ACS, plusieurs États, dont la Pennsylvanie, durcissent les lois ségrégatives en imposant des taxes spécifiques aux Afro-Américains libres ; par exemple dans l'Ohio, les Afro-Américains doivent s'acquitter d'une somme de 500 US$ de l'époque pour obtenir un certificat de bonne conduite nécessaire pour travailler, si bien qu'à partir de 1829, de nombreux Afro-Américains de l'Ohio migrent vers le Canada,,,.
En 1830, Hezekiah Grace, un Afro-Américain de Baltimore après avoir contacté William Lloyd Garrison, un Blanc abolitionniste fondateur de l'American Anti-Slavery Society, directeur du journal The Liberator (newspaper), envoie une lettre à Richard Allen pour lui demander s'il est possible de convoquer une convention nationale des Afro-Américains où seraient présents les leaders abolitionnistes. Intéressé, Richard Allen invite Hezekiah Grace à le rejoindre pour qu'il puisse étudier la faisabilité d'une telle entreprise. À l'issue de cet entretien Richard Allen lance les invitations ; c'est ainsi que le 15 septembre 1830 se tient la convention à la Mother Bethel A.M.E. Church de Philadelphie. Quarante délégués venus de sept États différents sont présents. Le faible nombre s'explique par les restrictions à la libre circulation faites dans de nombreux États envers les Afro-Américains. Lors de cette convention, la plus vive opposition aux projet de l'ACS est affirmée de façon unanime, il est également affirmé que la place des Afro-Américains est aux États-Unis et pas ailleurs et font appel aux principes de la Déclaration d'indépendance de 1776 disant que « tous les humains naissent libres et égaux, qu'ils sont dotés de droits inaliénables et qu'ils peuvent rendre leur vie heureuse dans la poursuite du bonheur » et font de la fête du 4 juillet, Jour de l'Indépendance des États-Unis, une journée de prière et de louanges pour les Afro-Américains.

### La fin
En décembre 1830, il crée la Free Produce Society dans la lignée du Free-produce movement (en) lancé par les Quakers à la fin du XVIIIe siècle, qui organise le boycott des biens produits par le travail des esclaves. Usé il ne peut pas participer à la seconde convention nationale des Afro-Américains, ni voir les effets de la Free Produce Society. Il passe le relais à l'évêque Morris Brown, il tombe malade et s'éteint chez lui le 26 mars 1831, un mois après l'anniversaire de ses 71 ans. Quand William Lloyd Garrison apprend la nouvelle, il rédige son éloge funèbre dans lequel il dit que la cause de l'émancipation des Afro-Américains vient de perdre son plus grand et plus noble défenseur. Son épouse Sarah Allen (missionary) ( 1764-1849) va continuer son combat pendant presque 20 ans, combat pour la liberté et la justice pour tous,.

### Vie privée
Le 19 octobre 1790, Richard Allez épouse celle qui devient Flora Allen. Elle meurt le 11 mars 1801 des suites d'une longue maladie.
En janvier 1791, Richard Allen achète une maison au 150, Spruce Street à Philadelphie, qui sera sa résidence jusqu'à la fin de sa vie.
Le 18 août 1801, il épouse Sarah Bass, une esclave affranchie. Le couple a six enfants,.
Richard Allen repose à la Mother Bethel A.M.E. Church de Philadelphie, aux côtés de son épouse Sarah Bass Allen.

### Héritage
Les écrits de Richard Allen influenceront les penseurs et leaders du mouvement américain des droits civiques comme Frederick Douglass et Martin Luther King Jr,.
Frederick Douglass a qualifié Richard Allen de rien de moins que l'auteur d'une nouvelle déclaration d'indépendance fondée sur l'égalité raciale. En septembre 1893, lors de l’exposition universelle de Chicago , Frederick Douglass rend hommage à celui qu'il estime comme un père fondateur : « Parmi les hommes illustres dont les noms ont trouvé une place méritée dans les annales américaines, il n'y en a pas un qui mérite qu'on le commémore pour les temps à venir ou dont la mémoire sera plus sacrée par les générations futures d'américains de couleur que le nom et la personnalité de Richard Allen. Il y a donc des raisons de croire que si Richard Allen était vivant aujourd'hui malgré les améliorations socio-économiques que nous connaissons, il serait le leader de son peuple maintenant exactement comme il l'était à son époque. ». Frederick Douglass conclut son discours en disant « Le rêve d’Allen d’harmonie interraciale résonne toujours »
Comme l'écrit Frederick Douglass, Richard Allen est considéré comme le premier leader charismatique des Afro-Américains. C'est par une réflexion théologique à l'intérieur de la tradition méthodiste et plus spécialement du message de John Wesley qu'il devient le porte-parole des droits civiques. Son itinéraire n'est-il point semblable à ce que sera celui du pasteur Martin Luther King, Jr qui au nom des valeurs évangéliques, qu'il s'est appropriées, deviendra l'icône charismatique qui changera à jamais la politique américaine en matière de ségrégation ? Les deux hommes ont défini l'ère de la revendication afro-américaine dans laquelle ils ont grandi. Tous deux ont contribué à définir l'émancipation des Afro-Américains comme un problème quant à la démocratie et aux valeurs fondatrices américaines. Martin Luther King a qualifié la souffrance noire de rédemptrice pour l'âme américaine de la même manière que Richard Allen soutenait que la liberté des Afro-Américains était le véritable baromètre du succès (ou de l'échec) de la démocratie américaine. Plus d’un siècle et demi avant les grands mouvements américains des droits civiques, Richard Allen avait dit aux Américains blancs que la résolution du dilemme de la liberté et de l’esclavage, de l’iniquité raciale au pays de la prétendue liberté, raconterait l’histoire du destin de la nation : « C'est quand notre postérité bénéficiera des mêmes privilèges que les vôtres que vous obtiendrez de meilleures choses pour vous ».

## Œuvres
- Richard Allen et Absalom Jones, A Narrative of the Proceedings of the Black People, During the Late Awful Calamity in Philadelphia in the Year 1793 and A Refutation of Some Censures Thrown Upon Them in Some Late Publications, Philadelphie, William W. Woodward,, 1794, 36 p. (lire en ligne)[27],
- A Collection of Spiritual Songs and Hymns, Selected From Various Authors, Ormrod, 1801,
- The Doctrine and Discipline of the African Methodist Episcopal Church., Cunningham, 1817,
- The Life, Experience and Gospel Labors of the Rt. Rev. Richard Allen : To Which is Annexed The Rise and Progress of the African Methodist Episcopal Church in the United States of America. Containing a Narrative of the Yellow Fever in the Year of Our Lord 1793. With an Address to the People of Color in the United States, Lee and Yeocum, 1887 (lire en ligne),

## Pour approfondir

#### Notices dans des encyclopédies et manuels de références
- (en-US) Larry G. Murphy (dir.), J. Gordon Melton et Gary L. Ward, Encyclopedia of African American Religions, New York, Garland Publisher / Routledge, 1993, 933 p. (OCLC 864139366, lire en ligne), p. 33-35.
- (en-US) Henry Warner Bowden (dir.), Dictionary of American Religious Biography, Westport, Connecticut, Greenwood Press, 30 avril 1993, 693 p. (ISBN 9780837189062, lire en ligne), p. 15-16. .
- (en-US) Suzanne Michele Bourgoin & Paula K. Byers (dir.), Encyclopedia Of World Biography, volume 1 : A-Barbosa, Detroit, Michigan, Gale Research, 2 décembre 1997, 504 p. (ISBN 9780787622213, lire en ligne), p. 168,
- (en-US) John A. Garraty (dir.) et Mark C. Carnes, American National Biography, vol. 1 : Aarons - Baird, New York, Oxford University Press, USA, 1er janvier 1999, 912 p. (ISBN 9780195127805, lire en ligne), p. 341-342.
- (en-US) Rachel Kranz & Philip J. Koslow (dir.), The Biographical Dictionary of African Americans, New York, Facts on File, 1er mai 1999, 313 p. (ISBN 9780816039043, lire en ligne), p. 6-7
- (en-US) R. Kent Rasmussen (dir.), The African American Encyclopedia, vol. 1 : Aar-Bla, New York, Cavendish Square Publishing, 1er août 2000, 292 p. (ISBN 9780761472087, lire en ligne), p. 81-82,
- (en-US) Colin A. Palmer (dir.), Encyclopedia Of African American Culture And History : The Black Experience in the Americas, vol. 2 : C-F, Detroit, Michigan, Macmillan Reference USA, 15 décembre 2005, 397 p. (ISBN 9780028658223, lire en ligne), p. 76-78.
- (en-US) Edward L. Queen II & Gardiner H. Shattuck Jr. (dir.), Encyclopedia of American Religious History, vol. 1 : A-L, New York, Facts on File, 31 décembre 2001, 415 p. (ISBN 9780816043354, lire en ligne), p. 17-18.
- (en-US) Gary B. Nash & Paul A. Gilje (dir.), Encyclopedia of American History, vol. 3, Revolution and new nation, Facts on File, 1er janvier 2003, 472 p. (ISBN 9780816043620, lire en ligne), p. 10-11.
- (en-US) Nathan Aaseng, African-American Religious Leaders, New York, Facts on File, 1er octobre 2003, 267 p. (ISBN 9780816048786, lire en ligne), p. 7-9.
- (en-US) John H. Moore (dir.), Encyclopedia of Race and Racism, vol. 1 : Abolition Movement-Dew, Thomas Roderick, Detroit, Michigan, Macmillan Reference, 1er janvier 2006, 505 p. (ISBN 9780028660202, lire en ligne), p. 71-72.
- (en-US) Nancy I. Sanders, America's Black Founders : Revolutionary Heroes Early Leaders with 21 Activities, Chicago, Illinois, Chicago Review Press, 1er janvier 2010, 168 p. (ISBN 9781556528118, lire en ligne), p. 1-7, 85, 98-102, 127-128.
- (en-US) Patrick L. Mason (dir.), Encyclopedia of Race and Racism, vol. 1 : A-C, Detroit, Michigan, MacMillan Reference Library, 28 février 2013, 495 p. (ISBN 9780028661759, lire en ligne), p. 82-84.
- (en-US) Henry Louis Gates & et Evelyn Brooks Higginbotham (dir.), African American National Biography, vol. 1 : Aaron-Brown, Ruth, New York, Oxford University Press, USA, 1er juillet 2013, 638 p. (ISBN 9780199990368, lire en ligne), p. 123-124.
- (en-US) George Thomas Kurian & Mark A. Lamport (dir.), Encyclopedia of Christianity in the United States, vol. 1 : A-C, Lanham, Maryland, Rowman & Littlefield Publishers, 10 novembre 2016, 477 p. (ISBN 9781442244313, lire en ligne), p. 48-49.

#### Essais et biographies
- (en-US) Marcia M. Mathews, Richard Allen, Helicon, 1963, 168 p. (lire en ligne).
- (en-US) E. Curtis Alexander (Mwalimu Imara Mwadilifu), Richard Allen : The First Exemplar of African American Education, ECA Associates, 28 avril 1985, 180 p. (ISBN 978-0-938818-06-9, lire en ligne).
- (en-US) Steve Klots et Nathan Irvin Huggins (préf. Coretta King), Richard Allen, Chelsea House Publications, coll. « Black Americans of Achievement », 1er septembre 1990, 111 p. (ISBN 9780791002292, lire en ligne). .
- (en-US) Richard Newman, Freedom's prophet : Bishop Richard Allen, the AME Church, and the Black Founding Fathers, New York, New York University Press, 1er mars 2008, 380 p. (ISBN 9780814758571, lire en ligne). .

#### Articles
Les articles de JSTOR, sont librement accessibles à la lecture en ligne jusqu'à la concurrence de 99 articles par mois.
- (en-US) « Some Letters of Richard Allen and Absalom Jones to Dorothy Ripley », The Journal of Negro History, Vol. 1, No. 4,‎ octobre 1916, p. 436-443 (8 pages) (lire en ligne )
- (en-US) « Richard Allen », Negro History Bulletin, Vol. 5, No. 3,‎ décembre 1941, p. 62 (lire en ligne ) ,
- (en-US) Gary B. Nash, « New Light on Richard Allen: The Early Years of Freedom », The William and Mary Quarterly, Vol. 46, No. 2,‎ avril 1989, p. 332-340 (lire en ligne ) (9 pages) ,
- (en-US) Jon Michael Spencer, « The Hymnody of the African Methodist Episcopal Church », American Music, Vol. 8, No. 3,‎ 1990, p. 274-293 (lire en ligne ) (20 pages) ,
- (en-US) Jacqueline Bacon, « Rhetoric and Identity in Absalom Jones and Richard Allen's "Narrative of the Proceedings of the Black People, during the Late Awful Calamity in Philadelphia" », The Pennsylvania Magazine of History and Biography, Vol. 125, No. 1/2,‎ 1 trimestre 2001, p. 61-90 (lire en ligne ) (30 pages)  ,
- (en-US) Thomas E. Will, « Liberalism, Republicanism, and Philadelphia's Black Elite in the Early Republic: The Social Thought of Absalom Jones and Richard Allen », Pennsylvania History: A Journal of Mid-Atlantic Studies, Vol. 69, No. 4,‎ automne 2002, p. 558-576 (lire en ligne ) (19 pages) ,
- (en-US) Richard S. Newman, « "We Participate in Common": Richard Allen's Eulogy of Washington and the Challenge of Interracial Appeals », The William and Mary Quarterly, Third Series, Vol. 64, No. 1,‎ janvier 2007, p. 117-128 (lire en ligne ) (12 pages) ,
- (en-US) Dennis C. Dickerson, « Liberation, Wesleyan Theology and Early African Methodism, 1766-1840 », Wesley and Methodist Studies, Vol. 3,‎ 2011, p. 109-120 (lire en ligne ).   (12 pages) ,